# 吉野郡 (岡山県)
- 令制国一覧 > 山陽道 > 美作国 > 吉野郡
- 日本 > 中国地方 > 岡山県 > 吉野郡

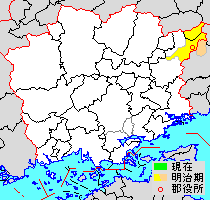
岡山県吉野郡の位置（薄黄：後に他郡に編入された区域）

吉野郡（よしのぐん）は、1900年まで岡山県（美作国）にあった郡。郡域の一部は1896年に兵庫県佐用郡に編入された。

## 郡域
1878年（明治11年）に行政区画として発足した当時の郡域は、下記の区域にあたる。
- 美作市の一部（大聖寺、小ノ谷、山手、鷺巣、粟井中より北東かつ小野、小房、滝、川上、古町より南東の地域、および宗掛、田殿、馬形、長谷内の各地域）
- 英田郡西粟倉村の全域
- 兵庫県佐用郡佐用町の一部（奥海・若州・上石井・下石井・水根・桑野・海内・東中山）

## 歴史
中世に英多郡（後の英田郡）から分立。郡衙の位置は吉野郷（現・美作市吉野地区）と推定されている。

### 近世以降の沿革
- 「旧高旧領取調帳」に記載されている明治初年時点での支配は以下の通り。（72村）

| 知行   | 知行       | 村数 | 村名 |
| ------ | ---------- | ---- | --- |
| 幕府領 | 生野代官所 | 19村 | 山手村、五名村、川戸村、沢田村、笹岡村、今岡村、豆田村、馬形村上分、粟井中村、宗掛村、四ノ谷分、一色分、広山分、大聖寺村、小ノ谷村、壬生村、下庄村、江ノ原村、後山村 |
| 藩領   | 播磨明石藩 | 43村 | 尾崎村、川西村、吉田村、野原村、筏津村、知社村、太田村、青野村、影石村、影石村塩谷分、中谷村、大茅村、水根村、桑野村、真村、奥海村、海内村、粟原村、野時村、赤田村、桂坪村、立石村、中山村、峠村、小滝村、牛飼宮原村、川上村、野形村、小原田村、滝村、下庄村西分、宮本村、下町村、辻堂村、上庄村、西町村、東町村、上石井村、青木村、下石井村上分、下石井村下分、東尾崎村上分、東尾崎村下分 |
| 藩領   | 美作津山藩 | 7村  | 長谷内村、馬形村下分、鷺巣村、小野村、小房村、梶原村、田井村 |
| 藩領   | 常陸土浦藩 | 3村  | 古町村、長尾村、坂根村 |

- 慶応4年閏4月28日（1868年6月28日） - 幕府領が久美浜県の管轄となる。
- 明治2年8月10日（1869年9月15日） - 久美浜県の管轄地域が生野県の管轄となる。
- 明治3年10月14日（1870年11月7日） - 領知替えにより土浦藩領が生野県の管轄となる。
- 明治4年
  - 7月14日（1871年8月29日） - 廃藩置県により、藩領が明石県、津山県の管轄となる。
  - 11月15日（1871年12月26日） - 第1次府県統合により、全域が北条県の管轄となる。
- 明治初年 - 上石井村の一部が分立して上石井村東町分となる。（73村）
- 明治5年（1872年） - 以下の村の統合が行われる。（60村）
  - 馬形村 ← 馬形村上分、馬形村下分
  - 田殿村 ← 四ノ谷分、一色分、広山分
  - 宮原村 ← 峠村、小滝村、牛飼宮原村
  - 下石井村 ← 下石井村上分、下石井村下分[6]
  - 川東村 ← 東尾崎村上分、東尾崎村下分
  - 尾崎村が川西村に、影石村塩谷分が影石村に、下庄村西分・宮本村が下庄村に、上庄村が辻堂村に、上石井村東町分が上石井村にそれぞれ合併。
- 明治9年（1876年）4月18日 - 第2次府県統合により岡山県の管轄となる。
- 明治11年（1878年）9月29日 - 郡区町村編制法の岡山県での施行により、行政区画としての吉野郡が発足。郡役所が下庄村に設置（のちに下町村に移転）。
- 明治14年（1881年）（57村）
  - 下庄村の一部が分立して宮本村となる。
  - 粟原村・野時村が合併して粟野村となる。
  - 川西村が古町村に、東町村が西町村に、青木村が上石井村にそれぞれ合併。
- 明治22年（1889年）6月1日 - 町村制の施行により、以下の各村が発足。特記以外は現・美作市。（10村）
  - 西粟倉村 ← 大茅村、坂根村、影石村、長尾村、筏津村、知社村（英田郡に現存）
  - 東粟倉村 ← 後山村、中谷村、青野村、太田村、野原村、吉田村、川東村
  - 大原村 ← 江ノ原村、古町村、辻堂村、下町村
  - 石井村 ← 奥海村、真村、上石井村、下石井村、水根村、桑野村、海内村（現・兵庫県佐用郡佐用町）
  - 讃甘村 ← 西町村、今岡村、宮本村、下庄村、小原田村（現・美作市）、中山村（現・兵庫県佐用郡佐用町）
  - 大野村 ← 笹岡村、野形村、川上村、桂坪村、滝村
  - 大吉村 ← 立石村、赤田村、田井村、粟野村、壬生村、川戸村、沢田村
  - 吉野村 ← 五名村、宮原村、大聖寺村、豆田村、小ノ谷村、山手村
  - 粟井村 ← 梶原村、小房村、小野村、粟井中村、鷺巣村
  - 粟広村 ← 馬形村、長谷内村、田殿村、宗掛村
- 明治29年（1896年）4月1日 - 兵庫県との間で越境合併が行われる。（9村）
  - 石井村の所属が兵庫県佐用郡に変更。
  - 讃甘村の一部（中山）が兵庫県佐用郡江川村に編入。
- 明治33年（1900年）4月1日 - 郡制の施行により、英田郡・吉野郡の区域をもって、改めて英田郡が発足。同日吉野郡廃止。

## 行政
歴代郡長
| 代 | 氏名 | 就任年月日                | 退任年月日                | 備考                           |
| -- | ---- | ------------------------- | ------------------------- | ------------------------------ |
| 1  |      | 明治11年（1878年）9月29日 |                           |                                |
|    |      |                           | 明治33年（1900年）3月31日 | 英田郡との合併により吉野郡廃止 |